# Université d'Édimbourg
 (août 2020).
Si vous disposez d'ouvrages ou d'articles de référence ou si vous connaissez des sites web de qualité traitant du thème abordé ici, merci de compléter l'article en donnant les références utiles à sa vérifiabilité et en les liant à la section « Notes et références ».
L'université d'Édimbourg (en gaélique écossais : Oilthigh Dhùn Èideann, en Scots : University o Edinburgh) est une université britannique, fondée en 1583 au cours d'une période de développement rapide de la ville d'Édimbourg. Elle est considérée comme l'une des universités les plus prestigieuses au monde ,,,,.
Après avoir compté parmi ses étudiants des inventeurs de la Révolution industrielle, elle possède plus d'étudiants que n'importe quelle université écossaise et fait partie des plus grandes universités du Royaume-Uni.

## Histoire

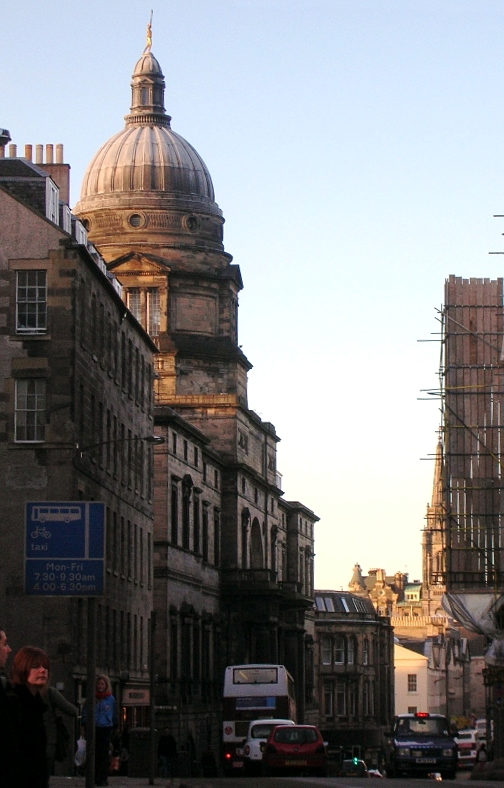
Édifice Old College, abritant l'école de droit.

L'université a été établie par charte royale accordée par Jacques VI d'Écosse en 1582. La plupart des universités ayant été créées par bulle pontificale, cet acte était peu conforme pour l'époque. Mais les fondements de l'université d'Édimbourg se caractérisaient aussi par un financement provenant des fonds de la ville, faisant d'elle la première université citoyenne sous bien des facettes, connue sous le nom de « Tounis College ». 
Elle devient la quatrième université écossaise au cours d'une période où l'Angleterre n'en possédait que deux : Oxford et Cambridge, toutes deux très importantes. Au cours du XVIIIe siècle, l'université est l'un des centres majeurs des « Lumières », avec parmi ses étudiants des innovateurs et inventeurs de la Révolution industrielle et Voltaire n'hésitait pas à qualifier Édimbourg de « foyer de génies. » Benjamin Franklin était d'avis que cette université employait « un groupe de véritables grands hommes, de plusieurs branches de la connaissance, unique entre les époques et les pays. » Thomas Jefferson jugeait que du point de vue des sciences, « aucun établissement au monde ne saurait prétendre rivaliser avec Édimbourg. » Elle reste l'un des plus importants établissements européens jusqu'à nos jours où elle se classe dans les dix meilleures universités européennes.

## Facultés et départements

### Département des sciences sociales et humaines (College of Humanities and Social Science)
Liste des écoles du département
- Business School (École de commerce et de management)
- Divinity (Théologie et Religion)
- Economics (Économie)
- Edinburgh College of Arts (École d'art d'Édimbourg)
- Health in Social Sciences (Santé dans les sciences humaines)
- History, Classics and Archeology (Histoires, lettres classiques et archéologie)
- Law (Droit)
- Litterature, Language and Culture (Lettres, langues et cultures) qui inclut l'institut des études islamiques et moyen-orientales (IMES) travaillant avec le Centre for the Advanced Study of the Arab World (Centre inter-universitaire de recherche sur le monde arabe)
- Moray House School of Education (Institut pédagogique Moray House)
- Philosophy, Psychology and Language Science (Philosophie, psychologie, et linguistique)
- Social and Political Science (Sciences sociales et politiques)

### Département de médecine et de médecine vétérinaire (College of Medicine and Veterinary Medicine)
Liste des écoles du département : 
- Royal (Dick) School of Veterinary Studies (Faculté de médecine vétérinaire)
- University of Edinburgh Medical School (Faculté de médecine d'Édimbourg)
- School of Biomedical Sciences (Faculté des sciences biomédicales)
- School of Clinical Sciences and Community Health (faculté de sciences cliniques et de santé publique)

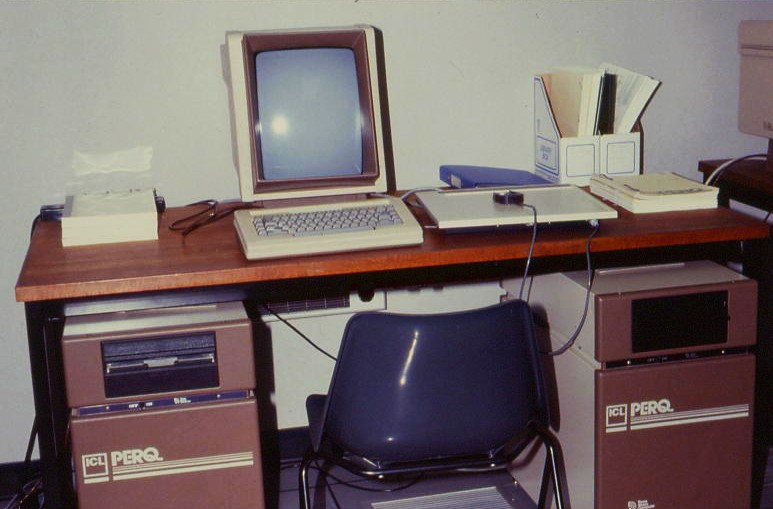
Station de travail ICL à l’université d'Édimbourg (début des années 1980).

### Départements des sciences et de l'ingénierie (College of Science and Engineering)
- School of Biological Sciences (Faculté de biologie)
- School of Chemistry (Faculté de chimie)
- School of Engineering (Faculté d'ingénierie)
- School of GeoSciences (Faculté des sciences de la terre)
- School of Informatics (Faculté d'informatique)
- School of Mathematics (Faculté de mathématiques)
- School of Physics and Astronomy (Faculté de physique et d'astronomie)

## Classements
L'université d'Édimbourg est membre du Russell Group, qui rassemble les plus grandes universités britanniques pilotées par la recherche. C'est également l'unique université écossaise membre du Coimbra Group et du LERU à la fois : deux regroupements des meilleures universités européennes. En 2003, elle devient la première université écossaise à recevoir le label « Fairtrade » – commerce équitable.
D'après le classement QS de 2013, l'université d'Edimbourg a été classée 17e au rang mondial.
Selon le classement 2009 du Times Higher Education et de QS Top Universities, l'université d'Édimbourg est classée :
- au 5e rang européen
- au 20e rang mondial

L'université d'Edimbourg est une des universités les plus réputées pour son niveau académique élevé et sa réputation mondiale.
|                                                                 | 2016 | 2015 | 2014 | 2013 | 2012 | 2011 | 2010 | 2009 | 2008 |
| --------------------------------------------------------------- | ---- | ---- | ---- | ---- | ---- | ---- | ---- | ---- | ---- |
| QS World University Ranking                                     | 19   | 21   | 17   | 17   | 21   | 20   |      | 20   | 23   |
| Times Higher Education World University Ranking                 | 24   | 36   | 39   | 32   | 36   | 40   | 40   | 20   | 23   |
| Academic Ranking of World Universities (Classement de Shanghai) | 41   | 47   | 45   | 51   | 51   | 53   | 54   | 53   | 55   |
| Global University Ranking                                       | 17   |      |      |      |      |      |      |      |      |

## Personnalités liées à l'université et prix
L'université compte 9 lauréats du prix Nobel depuis sa création, dont Peter C. Doherty et Alexander Fleming (médecine).

### Étudiants
- William Bliss Carman, poète canadien
- Caspar Wistar, médecin américain
- Hind Bensari, réalisatrice marocaine
- William Cruikshank, chirurgien écossais
- Natsai Audrey Chieza, designeuse zimbabwéenne.
- Marion Ross, physicienne écossaise.
- Anjali Watson, personnalité srilankaise de le préservation de la nature.

### Docteurshonoris causa
- Charlotte Ainslie, pédagogue, docteure honoris causa en 1926[11].